# Sítio ativo
O sítio ativo ou centro ativo é a pequena região de uma enzima onde ocorrerá uma reação química. Provém de grupamentos de partes da sequência de aminoácidos. As enzimas são muito específicas para os seus substratos. Esta especificidade se deve à existência, na superfície da enzima, de um local denominado sítio de ligação do substrato. O sítio de ligação do substrato de uma enzima é um arranjo tridimensional de aminoácidos de uma determinada região da molécula, geralmente complementar à molécula do substrato, e ideal espacial e eletricamente para a ligação do mesmo. O sítio de ligação do substrato é capaz de reconhecer inclusive isômeros óticos "D" e "L" de um mesmo composto. Este sítio pode conter um segundo sítio, chamado sítio catalítico ou sítio ativo, ou estar próximo dele; é neste sítio ativo que ocorre a reação enzimática.